# La Guardia de Jaén

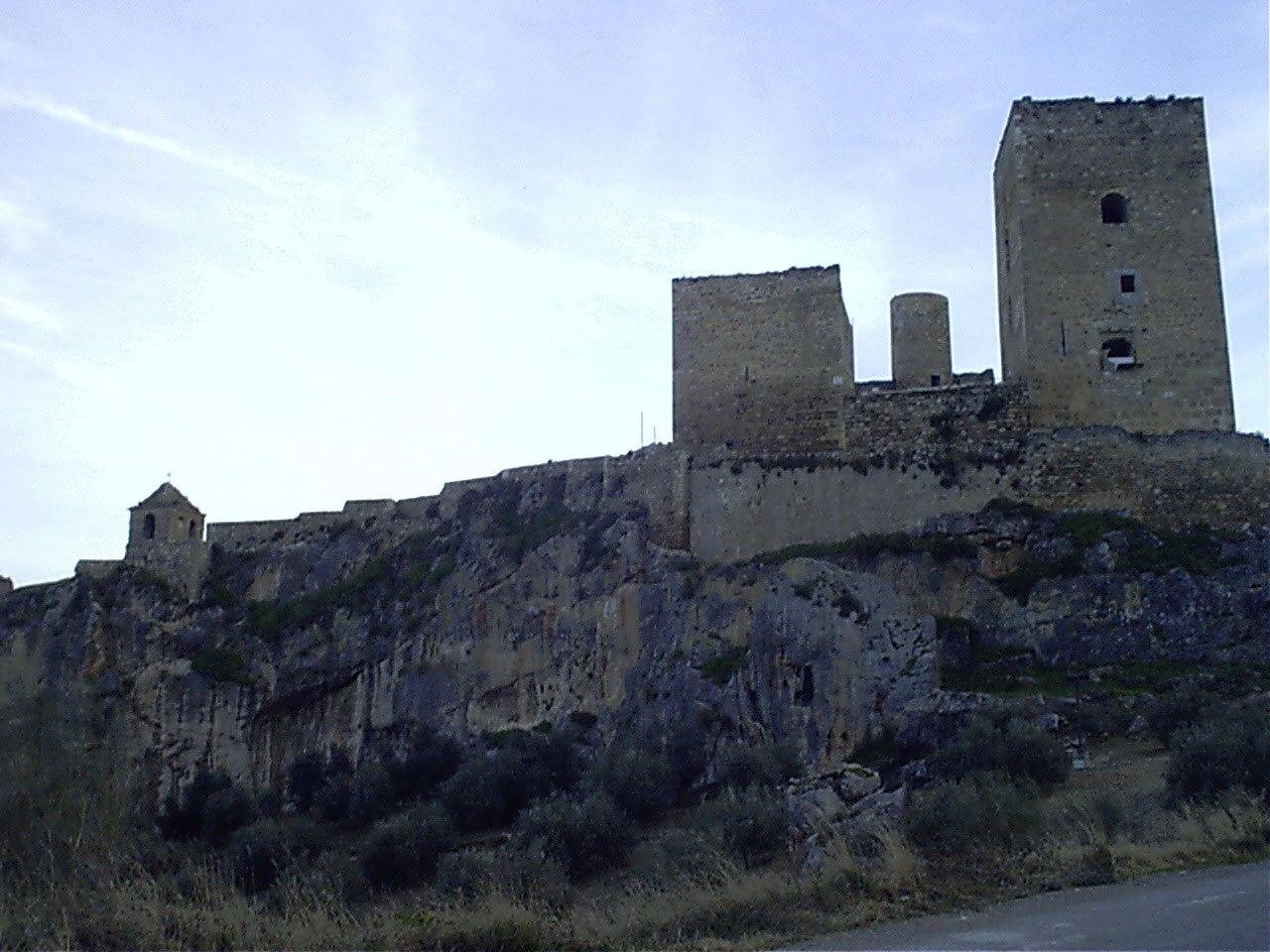
Castell de La Guardia de Jaén

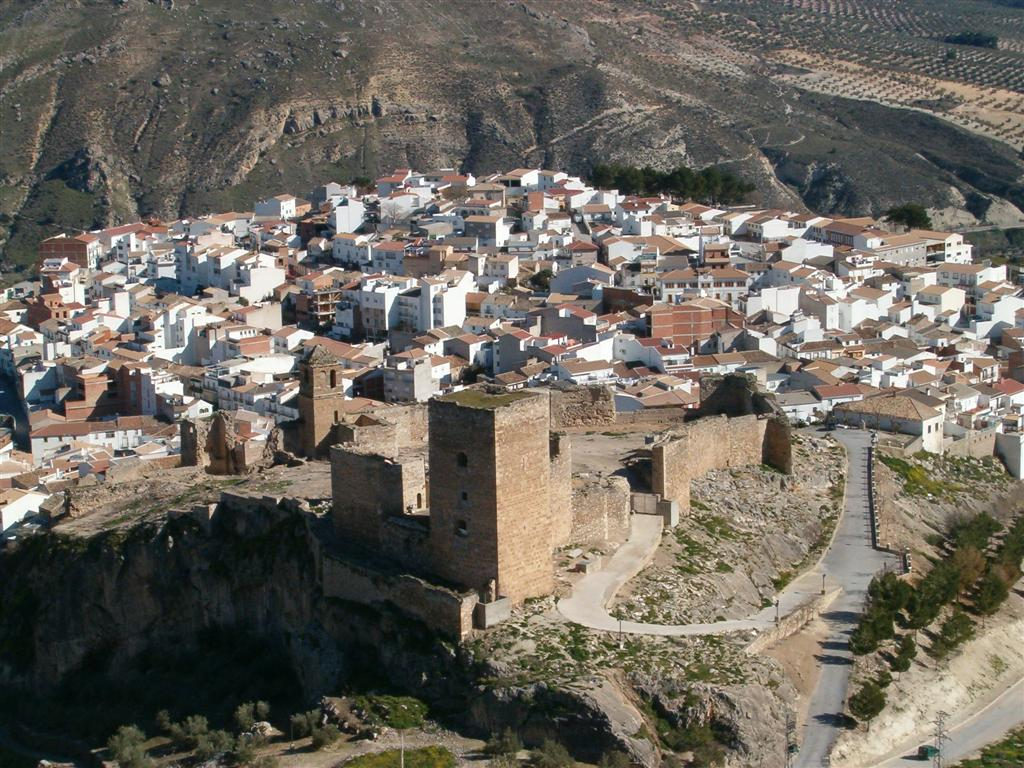
Castell.

La Guardia de Jaén (antiga Mentesa Bastia en època íbera i romana) és un municipi de la província de Jaén (Espanya), localitzat en l'extrem occidental de Serra Mágina, emplaçant-se en el Turó de San Cristóbal, des d'on domina tot la vall del riu Guadalbullón.
Amb una població de 3.301 habitants (2006), està situada a 635 m sobre el nivell el mar (1999), amb una extensió de 38 km². Es troba a uns 10 km de Jaén, sent el municipi més proper i millor comunicat amb la capital gràcies a les tres vies que les uneixen: carretera del Puente Jontoya, carretera N-323 i autovia Bailén-Motril (A44/I-902).

## Demografia
| 1996  | 1998  | 1999  | 2000  | 2001  | 2002  | 2003  | 2004  | 2005  | 2006  | 2007  |
| ----- | ----- | ----- | ----- | ----- | ----- | ----- | ----- | ----- | ----- | ----- |
| 2.051 | 2.093 | 2.106 | 2.062 | 2.029 | 2.040 | 2.105 | 2.216 | 2.811 | 3.301 | 3.678 |